# Municipio de Barringer
El municipio de Barringer (en inglés: Barringer Township) es un municipio ubicado en el  condado de Iredell en el estado estadounidense de Carolina del Norte. En el año 2010 tenía una población de 6.533 habitantes.

## Geografía
El municipio de Barringer se encuentra ubicado en las coordenadas 35°41′20.5″N 80°49′35.26″O / 35.689028, -80.8264611.